# Leandro Silva (músico)
Leandro Silva é um compositor, tecladista, produtor musical, músico brasileiro e ex-integrante do grupo Toque no Altar. O primeiro instrumento que tocou foi a bateria aos oito anos. Na adolescência fundou uma banda atuando como tecladista. Autodidata, passou a trabalhar profissionalmente com a banda Novo Som.
Foi integrante da formação inicial do Toque no Altar, atuando como tecladista em vários trabalhos, mas sendo produtor em Restituição. Foi produtor de É Impossível, mas Deus Pode, indicado ao Troféu Talento e Grammy Latino. Ainda produziu o disco Cume do Monte, de David Cerqueira.

## Discografia
No Toque no Altar
- 2003: Toque no Altar
- 2003: Restituição
- 2005: Deus de Promessas
- 2006: Toque no Altar e Restituição
- 2006: Olha pra Mim
- 2007: Deus de Promessas Ao Vivo
- 2007: É Impossível, mas Deus Pode

Como produtor
- 2006: Cume do Monte de David Cerqueira